# Slatina, România
Slatina este municipiul de reședință al județului Olt, Muntenia, România, format din localitățile componente Cireașov și Slatina (reședința). Orașul este situat în sudul României, pe malul stâng al râului Olt în regiunea istorică Muntenia (la granița cu regiunea Olteniei) în zona de contact dintre Podișul Getic și Câmpia Română. Slatina are o populație de 63.487 de locuitori, fiind un important centru industrial. Având o istorie de 650 de ani și un centru istoric conservat, orașul deține un important rol cultural în județ. Emblema orașului este podul peste râul Olt.

## Etimologie
Există păreri împărțite cu privire la proveniența numelui orașului. O primă variantă sugerează că numele Slatina este de origine slavă, derivând din cuvintele „slam” (pământ) și „tina” (sărat); astfel numele s-ar traduce prin „pământ sărat”, „sărătură”, „apă sărată”, care se referă la apa râului Olt. Această ipoteză pare să fie argumentată de toponimia slavă a unor zone din oraș și din împrejurimi, precum și a unor localități din apropiere (Obrocari - azi strada Tudor Vladimirescu, Dealul Grădiștea, Clocociov, Dobrotinet, Milcov, Brebeni, Sopot, Teslui etc.). Tot în favoarea acestei ipoteze vin consemnările istoricului A.D. Xenopol, care vorbește despre slavi ca populație migratoare: „între anii 500-600, slavii locuiau în regiunile înconjurătoare munților Daciei pe dinafara (se înțelege că până la Slatina sau și mai jos...)”.
O a doua ipoteză susține că numele orașului provine din limba latină arhaică: „Salaatina”, „Salatina”, „Slatina” - rezultând așadar că orașul Slatina poartă numele coloniei romane instalată cândva aici.

## Istorie

### Origini
Relieful, clima, rețeaua hidrografică, fauna sau flora au avut, din cele mai vechi timpuri, o importantă influență în apariția și dezvoltarea așezărilor umane. Fiind o zonă propice dezvoltării comunităților umane, amplasată pe malul râului Olt, la contactul a două mari unități de relief (Podișul Getic și Câmpia Română), pe teritoriul Slatinei s-au descoperit numeroase dovezi arheologice cu privire la prezența umană încă de la începuturile paleoliticului (cu peste 1.000.000 de ani în urmă). Este vorba de așa-numita „Pebble culture” („Cultura de prund” din România). Astfel în prundișurile râurilor Dârjov și Olt, au fost descoperite pietre de râu („galets”), unele unele fiind lucrate pe o față („choppers”) iar altele pe ambele fețe („chopping tools”), precum și anumite tipuri de unelte („așchii”) desprinse prin cioplire din nuclee de silex, fiind adevărate „unelte universale” bazate pe exploatarea naturală a resurselor.
Caracteristic epocii neolitice (6000 î.Hr. - 2500 î.Hr.) sunt primele așezări omenești stabile. În Slatina au fost semnalate așezări stabile în mai multe puncte, însă locuirea umană se concentra pe terasa stângă a râului Sopot care prezenta avantaje naturale deloc neglijabile. Pe acest mal, așezarea era protejată de Crivățul ce bătea dinspre est și beneficia de numeroasele izvoare de apă potabilă limpede și rece. Aprovizionarea cu apă potabilă a orașului a fost asigurată, până târziu, în Evul Mediu și chiar în Epoca Modernă, de bogăția în apă de izvor a văii Sopotului. „Cișmelele lui Ionașcu erau alimentate cu ajutorul conductelor de olane din pământ ars care captau apa de aici.
Așezările neolitice au fost la început deschise, nefortificate, menționând pentru neoliticul timpuriu așezarea din cartierul Cireașov, punctul Sărăcești (aparținând Culturii Starčevo-Criș); iar mai târziu așezarea de pe valea Sopotului, aparținând civilizației materială și spirituală creată de purtătorii culturii arheologice Vădastra (5000 î.Hr. - 3500 î.Hr.). Comunitățile vădăstrene și-au extins locuirea și pe terasa dreaptă a Sopotului, pe valea pârâului Urlătoarea, în vecinătatea actualei biserici din Cireașov ca și zona Catedralei Ionașcu, fapt ce indica un spor demografic și o dezvoltare internă considerabile.
Ceramica se distinge, în seria descoperirilor încadrate cronologic și tipologic în cultura Vădastra, prin varietatea formelor, tehnica prin care este realizat decorul și motivele ornamentale. Materialul ceramic (vase și statuete antropomorfe feminine) a oferit oportunitatea cunoașterii mai aprofundată a genezei și evoluției culturii Vădastra. Prin intermediul culturii Vădastra se stabilește contactul la extremitățile a două mari arii culturale: Boian (în Muntenia, sud-vestul Transilvaniei, Moldova și nord-vestul Bulgariei) și Vinča (în fosta Iugoslavie). Decorul ceramicii culturii Vădastra era realizat la început prin caneluri fine, iar mai târziu executat în tehnica exciziei adânci, cu motive spiralo-meandrice, trasate admirabil și cu alte motive geometrice, toate încrustate cu multă pastă albă. Acestea reprezintă una dintre cele mai remarcabile realizări ale artei olăritului din întreaga epocă neo—eneolitică.
Începând cu perioada eneoliticului, apar și așezările întărite cu val de pământ și șanț de apărare, de tip tell. O astfel de așezare este cea de la Strehareț care era locuită de comunitățile Sălcuța (venite din Oltenia). Acestea, în urma contactului direct cu comunitățile contemporane Gumelnița (din Muntenia), dădeau naștere, în această zonă, unui facies cultural sălcuțeano – gumelnițean, specific vestului Munteniei.
De fapt,și în alte etape istorice, valea Oltului Inferior a reprezentat o zonă de interferență culturală între culturile sosite din est și cele din vest sau cele difuzate din sudul Dunării: aspectul cultural Vinca – Dudești care și-a adus contribuția la formarea culturii Vădasta, Boian V – Gumelnița I – Sălcuța IV, specifice eneoliticului și perioadei de tranziție spre epoca bronzului, aspectul cultural Chilia – Militari (sec. II d.Hr. – IV d.Hr.).
În perioada de tranziție dintre eneolitic și epoca bronzului (2500 î.Hr. – 1800 î.Hr.), în arealul Slatinei s–au așezat comunități aparținând culturii Coțofeni, care exprimă prima sinteză etnică între autohtonii neolitici și comunitățile indo-europene sosite din stepele nord-pontice. Așezării de pe valea Sopotului, i se adaugă locuiri similare, semnalate în cartierul Clocociov, punctul “La Tufani”. Nivelul de locuire Coțofeni se suprapune, în majoritatea cazurilor, cu un stat de locuire care aparține culturii Glina (bronzul timpuriu), după cum se constată în așezările de pe Valea Sopotului și din Clocociov; o altă așezare aparținând culturii Glina a fost identificată în cartierul Cireașov, punctul ”Cioacle” (aproximativ 2 km. N-E de “Dealul Cireașovului”); acest lucru indică o stabilitate a populațiilor într-un spațiu conturat.
Din perioada mijlocie a epocii bronzului, în zonă s-au stabilit triburile proto-tracice care aparțineau culturii Verbicioara. În așezarea de pe valea Sopotului s-au descoperit cantități însemnate de ceramică fină (ilustrative sunt ceștile globulare ce prezintă două torți supraînălțate; acestea erau ornamentate cu motive solare incizate: cercuri concentrice, cercuri solare sau zigzaguri). Repertoriul decorativ indică o schimbare majoră și în viața spirituală: cultul fertilității și al fecundității (consacrat prin bogata și variata plastică neo-eneolitică) este înlocuit cu un nou cult - cel al soarelui. Au fost descoperite alte așezări aparținând culturii Verbicioara la Clocociov (punctul ”Pădurea Iliescu”), la intersecția străzilor Oituz și Dealul Viilor și pe strada Tudor Vladimirescu, după podul de la “Botul Calului”, pe o movilă rămasă în urma eroziunii terasei Oltului. Aici a fost descoperită o piesă mai rară, nespecifică zonei; era un topor de luptă din bronz (tipul „cu muchia prelungită”, cu analogii în cultura Wietenberg) și provenea dintr-un atelier transilvănean. Descoperirea unei astfel de piese la Slatina, dovedea existența unor legături timpurii de schimb, de-a lungul Oltului, între triburile de la nord și de la sud de Carpați; aceste legături se vor intensifica în secolele următoare.
În prima epocă a fierului (Hallstatt) este documentată cultura Ferigele. Aceasta posedă o serie de trăsături comune în raport cu culturile precedente și cele succesive, care o definesc ca fiind o cultură getică. Tot în așezarea de pe Valea Sopotului, au fost descoperite unele categorii de obiecte care dovedesc tranziția mai timpurie, a geților din Câmpia Română, la cea de-a doua epocă a fierului (La Tène). În acest sens, se poate menționa ceramica lucrată la roată, similară celei descoperite la Alexandria, Zimnicea sau Mărunței (Olt). Existența ceramicii lucrată la roată, în așezări de secol V î.Hr. - IV î.Hr., dovedește folosirea directă a roții olarului încă din secolul al V-lea, procedeu tehnic împrumutat din lumea greacă, probabil prin intermediul tracilor sud-dunăreni.

### Perioada antică
Stadiul avansat de dezvoltare al societății geto-dacice locale a condus la stabilirea unor intense legături comerciale cu lumea greco-macedoneană iar, mai târziu, romană, relevate și prin descoperirile numismatice. Drept exemplu vin monedele emise de regele Macedoniei, Filip II (359-336) și denari romani republicani, descoperite în oraș. Tot la Slatina a apărut unul dintre cele mai mari tezaure de monede geto-dacice, format din aproximativ 6000 de piese, publicat de Cezar Bolliac.
Este cunoscut faptul că după primul război daco-roman (101-102), majoritatea teritoriilor sud-carpatice a fost inclusă în provincia Moesia Inferior. După constituirea provinciei Dacia (106), teritoriul respectiv s-a aflat sub controlul direct al Imperiului roman. De-a lungul timpului, pe teritoriul Slatinei, au fost recoltate descoperiri romane, cum ar fi: arme, statuete, iar în așezarea de pe Valea Sopotului au apărut și resturile unei fundații construită din cărămizi romane. Acestea sunt mărturii ce susțin puternica romanizare a dacilor liberi dintre limesuri (alutan și transalutan). În anul 1874, în împrejurimile Slatinei a fost scos la iveală un important tezaur monetar roman, compus din 2250 denari, ce cuprindea emisiuni începând de la Galba (68-69) până la Commodus (180-192), iar la poalele Grădiștei a apărut o monedă de la Gordian (238-244).
Continuitatea dacilor liberi de locuire a unui spațiu neintegrat în Imperiul roman într-o formă organizată, însă puternic influențat de romanitate (astfel încât poate fi apreciat drept un teritoriu latinofon), este pe deplin argumentată de aspectul cultural Chilia-Militari, dezvoltat din faza târzie a „La Tèneului” geto-dacic pe care s-a grefat, prin diverse aspecte, o romanizare intensă. Așezări de tip Militari-Chilia din secolele II î.Hr. - IV î.Hr., au fost descoperite la Strehareț (în vecinătatea Colegiului Național „Carol I”) și în Cireașov, în punctele “Leasă” și “Săliște”.
După retragerea ocupației romane din Dacia (271 d.Hr.) rămâne în urmă o populație autohtonă, daco-romană, care sprijinindu-se pe romanitate și creștinism, a ținut piept valului populațiilor migratoare, păstrându-și identitatea peste secole.
În contextul generalizării vieții rurale, comunitatea rurală existentă se va organiza în obști teritoriale sau romanii populare (cum sunt cunoscute în tradiția noastră istorică), reprezentând nuclee solide demografice, lingvistice și de cultură romanică. La Ipotești, în apropiere de Slatina, a fost identificat pentru prima dată conținutul unei atare obști romanice care a fost îmbogățită ulterior cu alte descoperiri similare. Acestea aparțin culturii Ipotești – Cândești - Ciurel, creată de populațiile autohtone în secolele V - VII. Descoperirile din așezarea de pe Valea Sopotului evidențiază ocupațiile și meșteșugurile unei populații sedentare: agricultura, creșterea animalelor, olăritul, fierăritul, torsul sau țesutul. Mărturiile creștine existente în arealul de locuire (de exemplu opaițul de factură bizantină) argumentează continuitatea de locuire și legături strânse cu civilizația romano–bizantină și apoi bizantină, centrul de difuzare a creștinismului.

### Evul Mediu
Apărută din timpuri străvechi, așezarea de pe Valea Sopotului, datorită sporului natural al populației și oportunităților create de întretăierea unor importante drumuri comerciale la Slatina („drumul cerii”, „oilor” sau al „buților”), se extinde pe dealurile vecine și spre Valea Oltului. Descoperirile de monede bizantine, venețiene, sârbești din secolele XI – XIII justifică importanța comercială a așezării, chiar înaintea primei sale mențiuni documentare.
Prima referire la numele Slatina se găsește la 20 ianuarie 1368 în privilegiul comercial acordat de Vladislav I Vlaicu negustorilor de la Brașov, ca loc de vamă internă la primul vad din câmpie al Oltului, punct obligatoriu de trecere a carelor cu mărfuri peste Olt.
În iunie 1522, Radu de la Afumați i-a învins pe otomani într-o luptă purtată la Slatina.

### Epoca modernă

Strada București, cu Grand Hotel Regal din Slatina, actuala stradă Lipscani

În timpul Revoluției de la 1821, Tudor l-a întâlnit la Slatina pe Iancu Jianu, conducătorul haiducilor.
La începutul secolului XX, Slatina era un mic târg de provincie așezat în imediata apropiere a râului Olt, între Dealul Grădiște și ceea ce este cunoscut astăzi ca orașul nou.
Se păstrează încă numeroase clădiri din acea perioadă: Grand Hotel Regal, Școala de Fete, Catedrala Ionașcu, Cofetăria Minerva și alte 50 de clădiri istorice incluse în patrimoniul național. Acestea vor intra într-un proces de recondiționare și refacere începând cu 2010 [nefuncțională]

După instalarea regimului comunist în România, fața orașului a fost schimbată în totalitate fiind construite noi cartiere muncitorești precum Steaua Roșie, Progresul I, II, III, Crișan, Tunari, etc. Tot atunci au fost construite cele 55 de blocuri turn, dar și fabrici precum Uzina de Aluminiu (actuala Alro), Întreprinderea de Prelucrare a Aluminiului (fosta Alprom), Întreprinderea de Țevi (actuala Artrom), Electrocarbon, Rulmenți și Utalim.

## Stemă

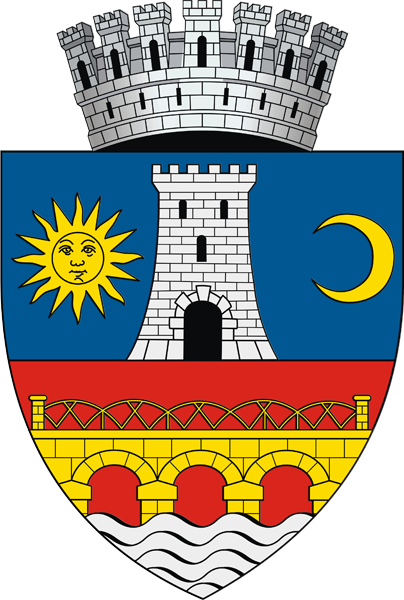
Stema orașului

Stema a fost adoptată prin Hotărârea Guvernului nr. 1368 din 10 noiembrie 2005 și publicată în Monitorul Oficial nr. 1019 din 17 noiembrie 2005. Stema municipiului Slatina se compune dintr-un scut triunghiular cu marginile rotunjite, tăiat. În partea superioară, în câmp albastru, se află un turn crenelat, de argint, cu o poartă neagră arcuită și zăbrelită, dotat cu trei ferestre negre, însoțit de un soare în dreapta și de o semilună crai-nou în stânga, ambele de aur. 
În partea inferioară, în câmp roșu, se află un pod de aur, cu trei deschideri și o balustradă metalică cu cinci arce, peste unde de argint, umbrite negru, ieșind din vârful scutului. Scutul este trimbrat de o coroană murală de argint cu șapte turnuri crenelate (coroana murală cu 7 turnuri crenelate semnifică faptul că localitatea are rangul de municipiu, reședință de județ).
Turnul simbolizează punctul de pază și vamă al localității, fapt menționat într-un act oficial emis de Vlaicu Vodă în anul 1368 pentru negustorii brașoveni. Cele două astre, soarele și luna, care flanchează turnul, semnifică lumină, fertilitate, libertate, respectiv veșnicie, creștere și cunoaștere. Podul peste râul Olt reprezintă importanța localității în traficul comercial și de călători.

## Geografie

### Localizare

Plaja Olt

Municipiul Slatina, este poziționat în sudul țării, în partea central-nordică a județului Olt și în vestul regiunii istorice Muntenia. De asemenea, poziția urbei poate fi caracterizată ca fiind pe valea râului Olt, pe un culoar larg, bine conturat și delimitat, într-o zonă de contact a două mari unități de relief - Piemontul Getic și Câmpia Olteniei.
Orașul se află la aproximativ 50 km de municipiul Craiova, 70 km de municipiul Pitești și 190 km de capitala București.

### Relief
Sub aspect morfologic, poziția geografică a municipiului Slatina este limitată la sectorul de vale a râului Olt, cu dezvoltarea pe stânga a acestuia și se delimitează la nord cu prelungirile sudice ale podișului Getic și anume, prin subdiviziunile acestuia de est prin Dealurile Oltețului, la nord platforma Cotmeana, la est parte din Câmpia Boianului. În partea de sud sectorul de vale este delimitat de subdiviziunea Câmpiei Romanațiului cu contact pe malul stâng al râului Olt cu Câmpia Boianului. 
De asemenea se poate aprecia că Slatina este poziționată pe ultimele coline ale Platformei Cotmeana (subdiviziune a Podișului Getic), la contactul acesteia cu Câmpia Slatinei. Orașul se circumscrie ca unitate fizico-geografică la extremitatea sud-vestică a Platformei Cotmeana.
Altitudinile de pe teritoriul orașului variază de la 130-135 de metri în lunca propriu-zisă a râului Olt (sudul și sud-vestul orașului) la 172 de metri în zonele mai înalte din nord (terasa medie a râului Olt).

### Climă

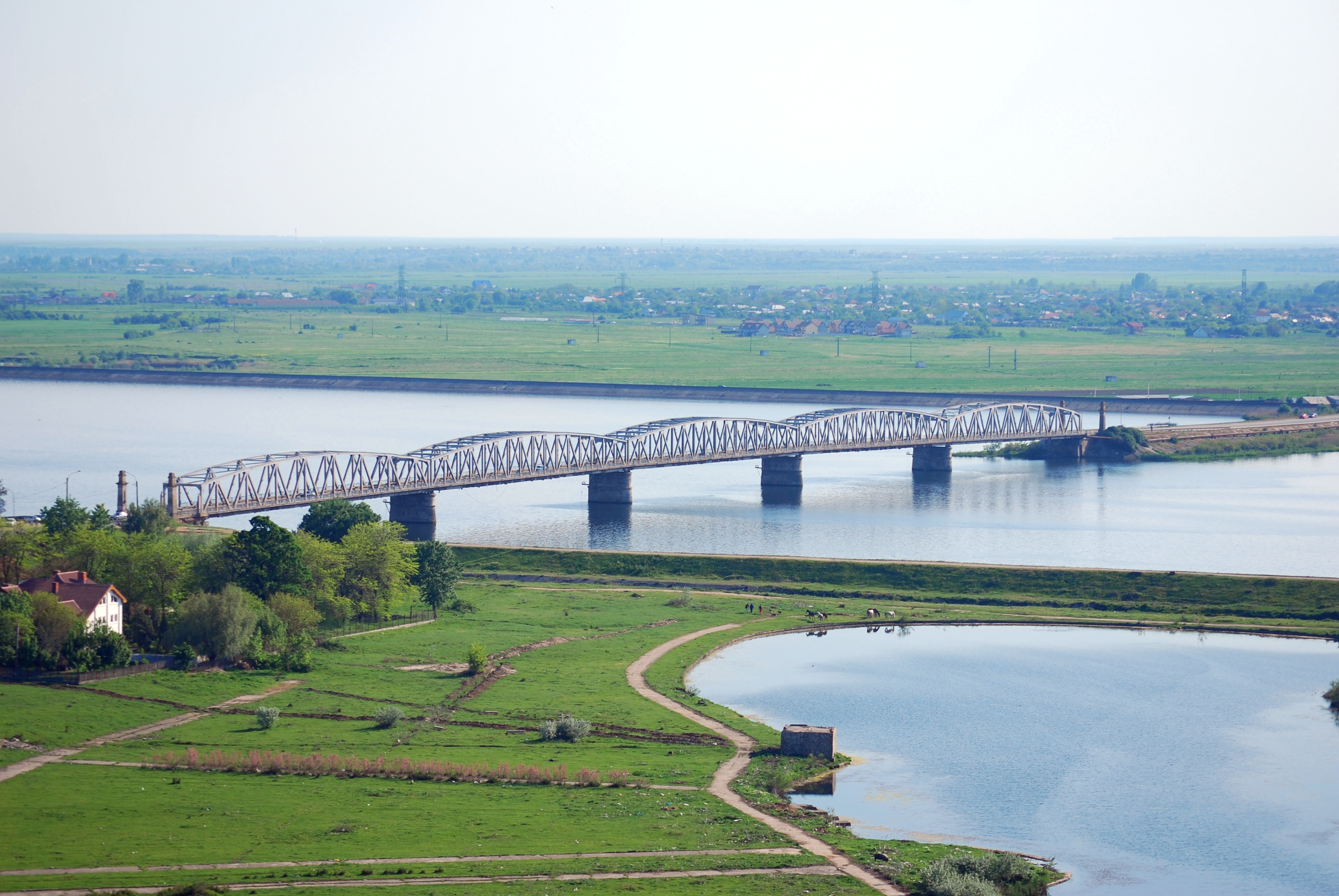
Podul peste Olt

Clima din orașul Slatina este de tip temperat-continentală, media anuală a temperaturilor fiind de 10,7 °C, iar media anuală a precipitațiilor având o valoare de mai puțin de 515.6 mm.
Pentru intervalul de timp dintre 1869 și 2002, recordul de cea mai mare temperatură este de +40.5 °C înregistrat în august 1952. Cea mai scăzuta temperatură înregistrată la Slatina a fost de -31 °C în ianuarie 1942.

### Hidrografia
Râul Olt este principalul curs de apă de pe teritoriul orașului, traversându-l prin partea sa vestică. Este unul din cele mai importante râuri din țară, având o lungime de 615 km, un debit mediu de 190 m³/s și un bazin hidrografic ce se întinde pe 240.050 km². Pe Olt există aproape 30 de lacuri de acumulare, barajul de la Slatina fiind unul dintre cele mai importante baraje amenajate pe râu. Pusă în funcțiune în anul 1981, acumularea hidro-energetică Slatina, prezintă următoarele caracteristici: H baraj = 23 m, S acumulat = 497 ha, V total acumulat = 31 milioane m3.

## Demografie
Componența etnică a municipiului Slatina
     Români (85,07%)
     Romi (1,01%)
     Alte etnii (0,13%)
     Necunoscută (13,79%)
Componența confesională a municipiului Slatina
     Ortodocși (83,49%)
     Alte religii (1,3%)
     Necunoscută (15,21%)
Conform recensământului efectuat în 2021, populația municipiului Slatina se ridică la 63.487 de locuitori, în scădere față de recensământul anterior din 2011, când fuseseră înregistrați 70.293 de locuitori. Majoritatea locuitorilor sunt români (85,07%), cu o minoritate de romi (1,01%), iar pentru 13,79% nu se cunoaște apartenența etnică. Din punct de vedere confesional, majoritatea locuitorilor sunt ortodocși (83,49%), iar pentru 15,21% nu se cunoaște apartenența confesională.
|  | Graficele sunt indisponibile din cauza unor probleme tehnice. Mai multe informații se găsesc la Phabricator și la wiki-ul MediaWiki. |

Date: Recensăminte sau birourile de statistică - grafică realizată de Wikipedia

## Politică și administrație
Municipiul Slatina este administrat de un primar și un consiliu local compus din 21 consilieri. Primarul, Mezzo Mario-Lucian De[*], de la Partidul Național Liberal, este în funcție din 1 noiembrie 2024. Începând cu alegerile locale din 2024, consiliul local are următoarea componență pe partide politice:
|  | Partid                          | Consilieri | Componența Consiliului | Componența Consiliului | Componența Consiliului | Componența Consiliului | Componența Consiliului | Componența Consiliului | Componența Consiliului | Componența Consiliului | Componența Consiliului | Componența Consiliului |
|  | ------------------------------- | ---------- | ---------------------- | ---------------------- | ---------------------- | ---------------------- | ---------------------- | ---------------------- | ---------------------- | ---------------------- | ---------------------- | ---------------------- |
|  | Partidul Social Democrat        | 10         |                        |                        |                        |                        |                        |                        |                        |                        |                        |                        |
|  | Partidul Național Liberal       | 9          |                        |                        |                        |                        |                        |                        |                        |                        |                        |                        |
|  | Alianța pentru Unirea Românilor | 2          |                        |                        |                        |                        |                        |                        |                        |                        |                        |                        |

## Economie
Fiind reședința județului Olt, Slatina este principalul motor de dezvoltare al economiei județului. În 2010, valoarea producției orașului depășea 6 miliarde de lei, reprezentând peste 80% din PIB-ul județului Olt. Slatina este un oraș cu un pronunțat caracter industrial . Încă de la 1900 există referiri istorice la existența a numeroase ateliere meșteșugărești și chiar a unei fabrici. Dezvoltarea explozivă a sectorului industrial avea să se producă după 1960, fiind construite uzina de aluminiu, numeroase fabrici pentru diverse ramuri industriale, ateliere, etc.
De remarcat este faptul că, în anul 2020, doar primele 4 firme (din cele peste 15 mari firme) situate pe platforma industrială a municipiului Slatina asigură aproximativ 10.000 de locuri de muncă, atât pentru oraș cât și pentru comunele limitrofe acestuia.
Cea mai importantă firmă situată în municipiul Slatina este fabrica de anvelope Pirelli SA. Deși relativ recent aparută în zona industrială a orașului, compania a avut o dezvoltare fulminantă ajungând ca din anul 2006 (anul inființării) să aibă în prezent (anul 2020) peste 3.800 de angajați și o cifră de afaceri de peste 2.500.000.000 Lei, fiind într-o continuă dezvoltare. Este una dintre cele mai moderne din lume pentru producerea de anvelope, este dotată cu cele mai înalte tehnologii productive non-robotizate și a fost concepută pentru producția de anvelope performante, în care Pirelli este leader și din care fac parte gama: Winter, High-Performance, Ultra-High-Performance și SUV. https://www.topfirme.com/afacere/pirelli-tyres-romania-s-r-l-/2i671gq607/
Alro SA, deținută de grupul internațional Vimetco este cea de-a doua companie ca numar de angajati de pe platforma industriala a municipiului Slatina si totodata  cea mai veche companie din zona (1968). Uzina de aluminiu (SC Alro SA), este cea mai mare companie producătoare de aluminiu din Europa Centrală și de Est (exceptând Rusia) și una dintre principale forțe economice ale județului Olt, fiind una dintre companiile din Top100 în România. De peste 40 de ani Alro aduce o contribuție importantă la efortul de dezvoltare economică a României precum și la promovarea comerțului exterior. Asigură locuri de muncă directe pentru aproximativ 3.200 de oameni și susținere pentru mai mult de 20.000 de membri ai familiilor acestora, cât și pentru angajații din sectoarele conexe. În 2006 A fuzionat cu Alprom SA, societate care prelucrează aluminiu prin deformare plastică, producând laminate plate, profile din aluminiu, extrudate trase din aluminiu și aliaje de aluminiu, benzi, folii. În prezent, platforma Alro situata în Slatina are o cifra de afaceri de peste 2.800.000.000 lei în anul 2020. https://www.topfirme.com/judet/olt/localitate/slatina/caen/2442/

Monumentul Eroilor Revoluției

Alte companii reprezentative ale municipiului Slatina cu pondere însemnată în economia acestuia sunt:
- ARTROM STEEL TUBES, firmă specializată în producția de țevi trase, fără sudură, din oțel carbon, țevi din oțel pentru foraj, atât pentru necesarul intern cât și pentru export cu aproximativ 1.500 de angajati. https://www.topfirme.com/judet/olt/localitate/slatina/caen/2420/
- Bekaert Slatina, companie producatoare de componente auto, companie cu peste 1.000 de angajati si ea aflata intr-o continua dezvoltare. https://www.topfirme.com/afacere/bekaert-slatina-srl/2yh9t1492h/
- Prysmian Slatina, unitate reprezentativă pentru producția de cabluri electrice armate și nearmate din aluminiu, a făcut parte din holding-ul Pirelli. Peste 20% din cifra de afaceri anuală este realizată pe piețe externe. Sit oficial Prysmian.
- Electrocarbon S.A. important producător de produse carbografitice necesare în industria metalurgică, produce și comercializează electrozi normali UHP și HP, electrozi clorosodici, plăci grafitate, pastă Sodeberg, 6% din producția anuală fiind destinată exportului.
- Altur, cel mai mare producător de piese turnate și pistoane auto din aluminiu, 40% din producție fiind destinată exportului.
- Cord România, firmă specializată în producția de cord pentru anvelope. Este deținută în co-proprietate de Continental și Pirelli.

În Slatina se găsesc și numeroase fabrici mici și mijlocii precum: Benteler (investiție germană), Minatex, Partener Prompt, Litestructures (investiție britanică), Aluta, Oltina, Italian Leather Sofa, Uniconfex, etc.
În ultimii 4 ani, în Slatina, au cunoscut o mare dezvoltare proiectele de retail, banking și din sectorul imobiliar.
Retail:
Winmarkt Olt
Supermarketuri și hipermarketuri: 
- Kaufland (2),
- Carrefour (6),
- Profi (2),
- Lidl (2),
- B Market,
- Supermarket VMG,
- Penny Market,
- Dedeman
- Galeria Comercialà Intercora (Deichman, Takko, Pepco, magazin de animale și Flanco).

Proiecte imobiliare:
- Strehareți - 10 vile individuale;
- Slătioara - vile individuale, proiect dezvoltat de un grup din Olanda;
- Royal Slatina - apartamente în blocuri de locuințe, zona Crișan-Textilistului;
- Cartierul 600 - ansamblu imobiliar de 11 blocuri, piscină, supermarket, școală, dezvoltat de Consiliul Local;
- Complexul Primavera - zona industrială Recea;
- Slatina Park - zona Salcia.

Bănci: BCR, BRD, Raiffeisen Bank, ProCredit Bank, Piraeus Bank, Alpha Bank, Carpatica, Volskbank, Garanti Bank, Unicredit Țiriac, etc.
Transportul în municicpiul Slatina este asigurat de SC Loctrans SA, funcționând pe următoarele trasee
- 1 Catedrală - 13 Decembrie - Lic. Minulescu - Arcului - Finanțe - Vâlcea - Tunari - Artileriei - Lidl - Cord - Pirelli.
- 1B Catedrală - Spital - Union - Lic. Minulescu - Arcului - Finanțe - Vâlcea - Lic. Metalurgic - Steaua - Lidl - Gară.
- 2 Catedrală - Spital - ACR - Romtelecom - Vâlcea - Lic. Metalurgic - Steaua - Lidl - Gară.
- 2B Catedrală - Spital - ACR - Romtelecom - Vâlcea - Lic. Metalurgic - Steaua - ALPROM - Cord - Pirelli.
- 3 Baza Loctrans - Strada Crișan - Hellios - Hotel Parc - Kaufland - Catedrală.
- 3B Autogara Loctrans - Piața Zahana - Hellios - Hotel Parc - Catedrală - T. Vladimirescu - ACH.
- 4 Catedrală - Spital - Crișan - OMV - Rompetrol - ALTUR - ALRO.
- 4B Clocociov - Banului - Văilor - Steaua  Lic. Metalurgic - Tunari - Autogară - COMREM - TMUCB - ALTUR - ALRO.
- 5 Catedrală - Spital - ACR - Romtelecom - Finanțe - Tribunal - Vâlcea - Lic. Metalurgic - Steaua - Văilor - Banului - Clocociov.
- 5B Catedrală - Oituz - Conect - OMV - ACR - Romtelecom - Vâlcea - Lic. Metalurgic - Steaua - Lidl - Gară.
- 8 Catedrală - Spital - ACR - Romtelecom - Vâlcea - Lic. Metalurgic - Steaua - ALPROM.
- 8B Gară - Lidl - Steaua  Lic. Metalurgic - Vâlcea - Lic. Sportiv - OMV - Lic. Carol.
- 9 ACH - T.Vladimirescu - Catedrală - Spital - ACR - Romtelecom - Vâlcea  Lic. Metalurgic - Steaua - Lidl - Autogară - COMREM - TMUCB - ALTUR - ALRO.
- 9B ACH - T.Vladmirescu - Catedrală - Spital - ACR  Romtelecom - Finanțe - Tribunal - Vâlcea  Lic. Metalurgic - Steaua - Lidl - Gară.
- 10 Lic. Minulescu - Arcului - Finanțe - Lic. Sportiv - OMV - Rompetrol - ALTUR - ALRO.
- 10B Lic. Minulescu - Finanțe - Tunari - Gară - Clocociov.
- 11 Catedrală- Spital - ACR - Unirii - Lic. Sportiv - OMV - Rompetrol - Cireașov - ALTUR - ALRO - Satu Nou - Ștreangu.
- 11B Catedrală - Spital - ACR - Romtelecom - Vâlcea - Lic.Metalurgic - Steaua - Lidl - Autogară - COMREM - TMUCB - CIREASOV- Sărăcești - ALTUR - ALRO -Satu Nou -Ștreangu.
- 13B  ACH - T.Vladimirescu - Catedrală - Spital - ACR - Romtelecom - Vâlcea - Lic. Metalurgic - Steaua - ALPROM- Pirelli.

## Cultură
Orașul a dat importanți oameni de cultură ai secolului XX: aici s-a născut Eugen Ionescu, faimos scriitor și om de teatru avangardist, iar Ion Minulescu își petrecea vacanțele aici, la bunici, cunoscut poet român simbolist ale cărui Romanțe pentru mai târziu au cunoscut un succes deosebit (mai ales după moartea lui în 1944).

## Obiective turistice

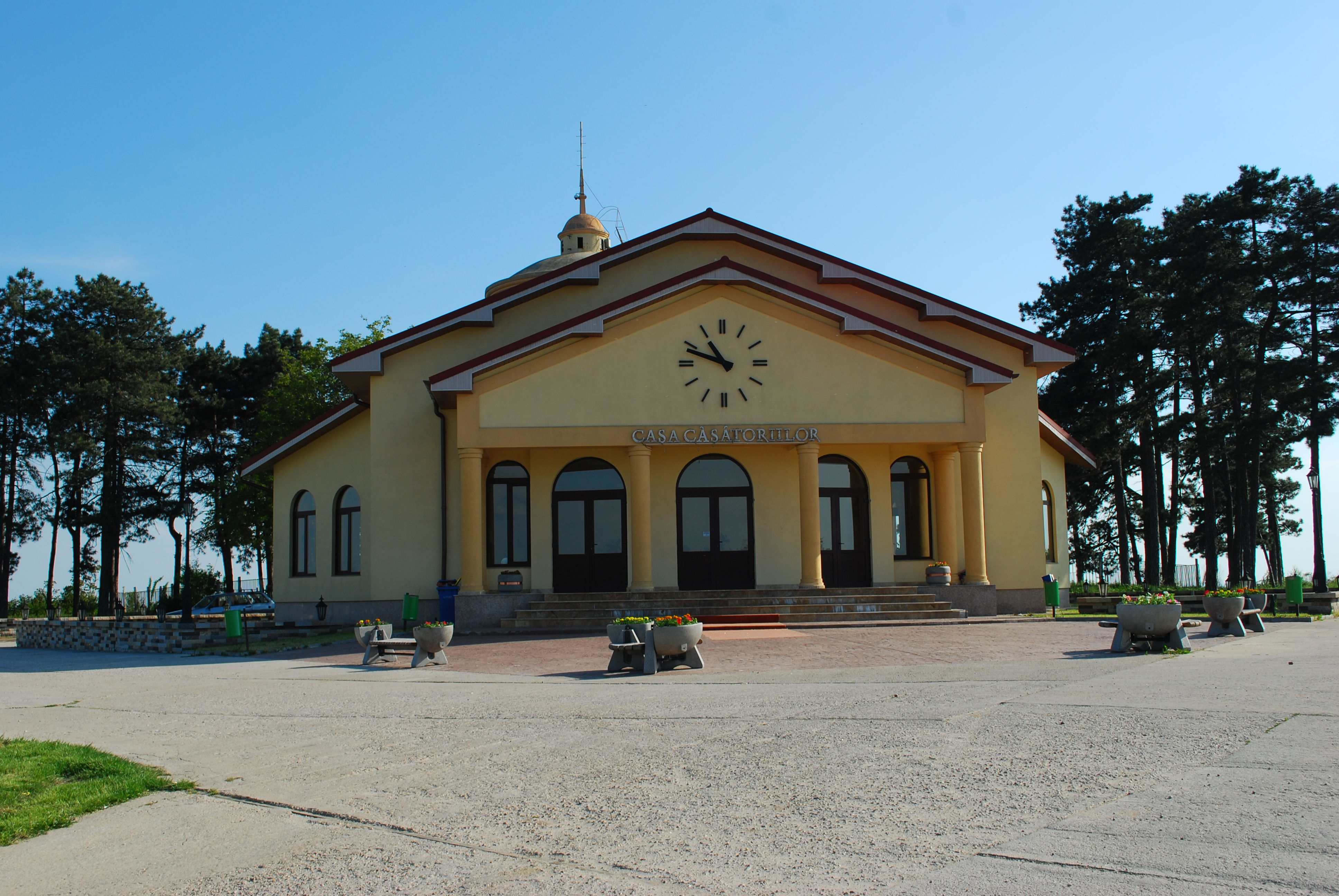
Casa Căsătoriilor pe Dealul Grădiște

Gara CFR Slatina

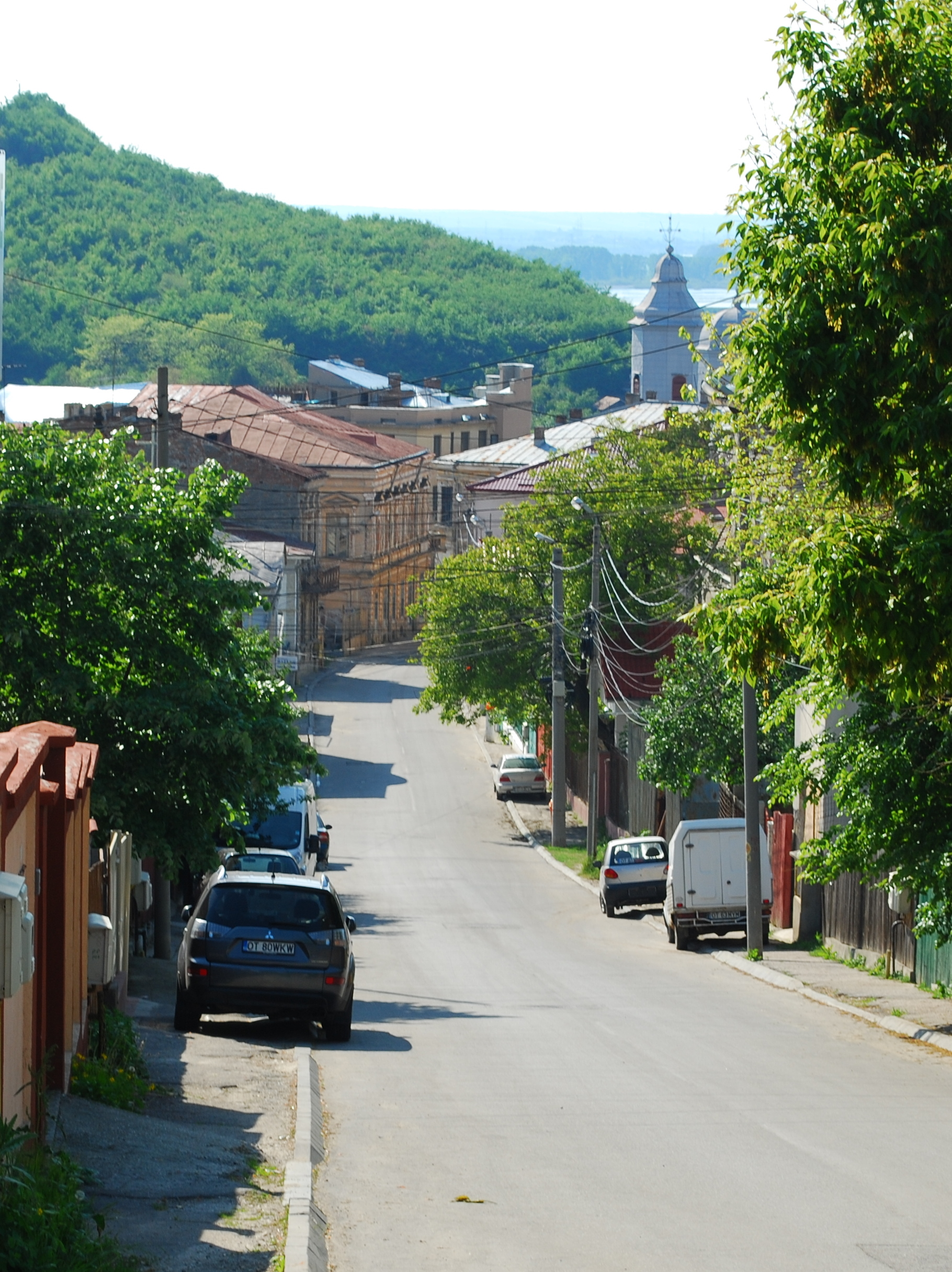
Stradă din centrul vechi al Slatinei

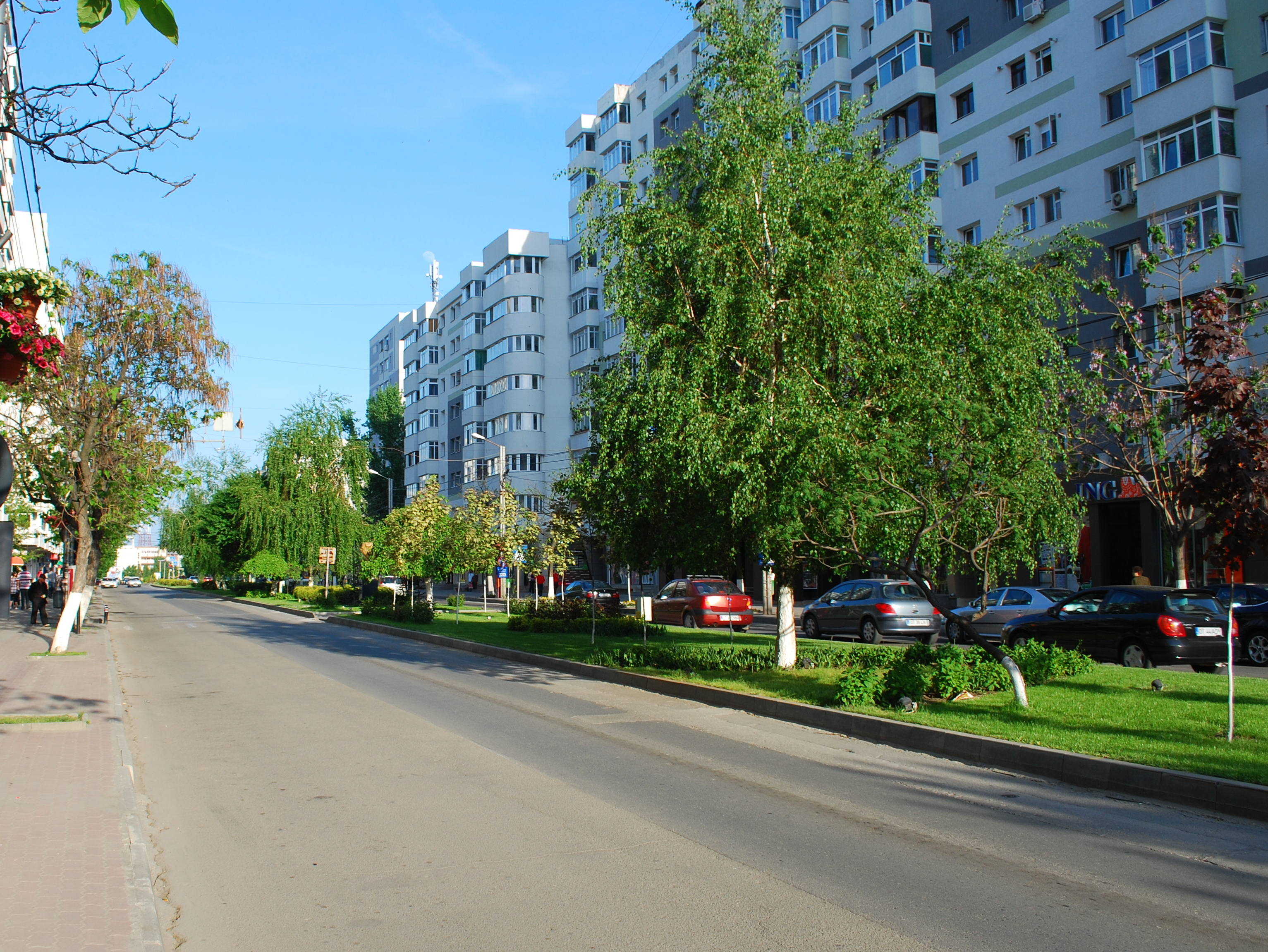
B-dul A.I. Cuza

- Cofetăria "La atletul albanez" cea mai veche firmă privată din România
- Muzeul Județean Olt - cu două secții: istorie și artă populară - prezintă printre altele, piese valoroase din epoca cea mai îndepărtată a paleoliticului descoperite pe Valea Dârjovului, interesante costume populare, cusături și țesături specifice zonei.
- Biserica Troiței - cea mai veche construcție din oraș, ridicată în 1645 și renovată în 1729.
- Catedrala - construită în 1782 de Ionașcul Cupetul, mare negustor din localitate și pictată ulterior de Gheorghe Tattarescu.
- Pădurea Srehareț - frumos parc natural cu un lac de acumulare. În pădure se află:
  - Schitul Strehareț - construit între 1664-1668, reparat în 1844, a cărui biserică e ctitorie a Mitropolitului Varlaam, în anul 1672.
- Mânăstirea Clocociov - ctitorie a lui Mihai Viteazul 1594, reconstruit în 1645 de Diicu Buicescu, nepot al lui Matei Basarab.

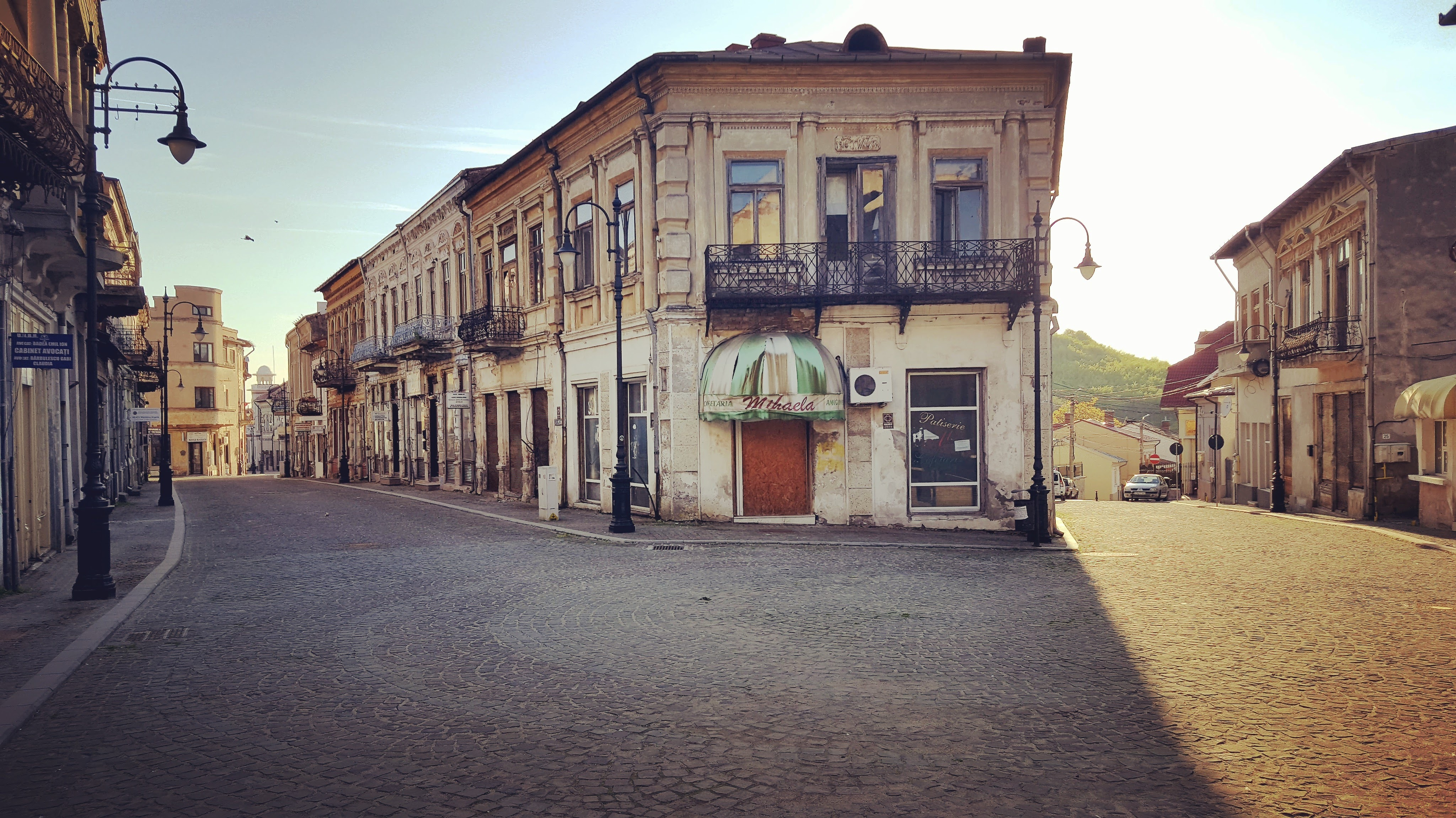
Centrul istoric Slatina

- Ștrandul Slatina Progresul
- Centrul istoricCentrul istoric Slatina

## Moștenirea culturală și istorică

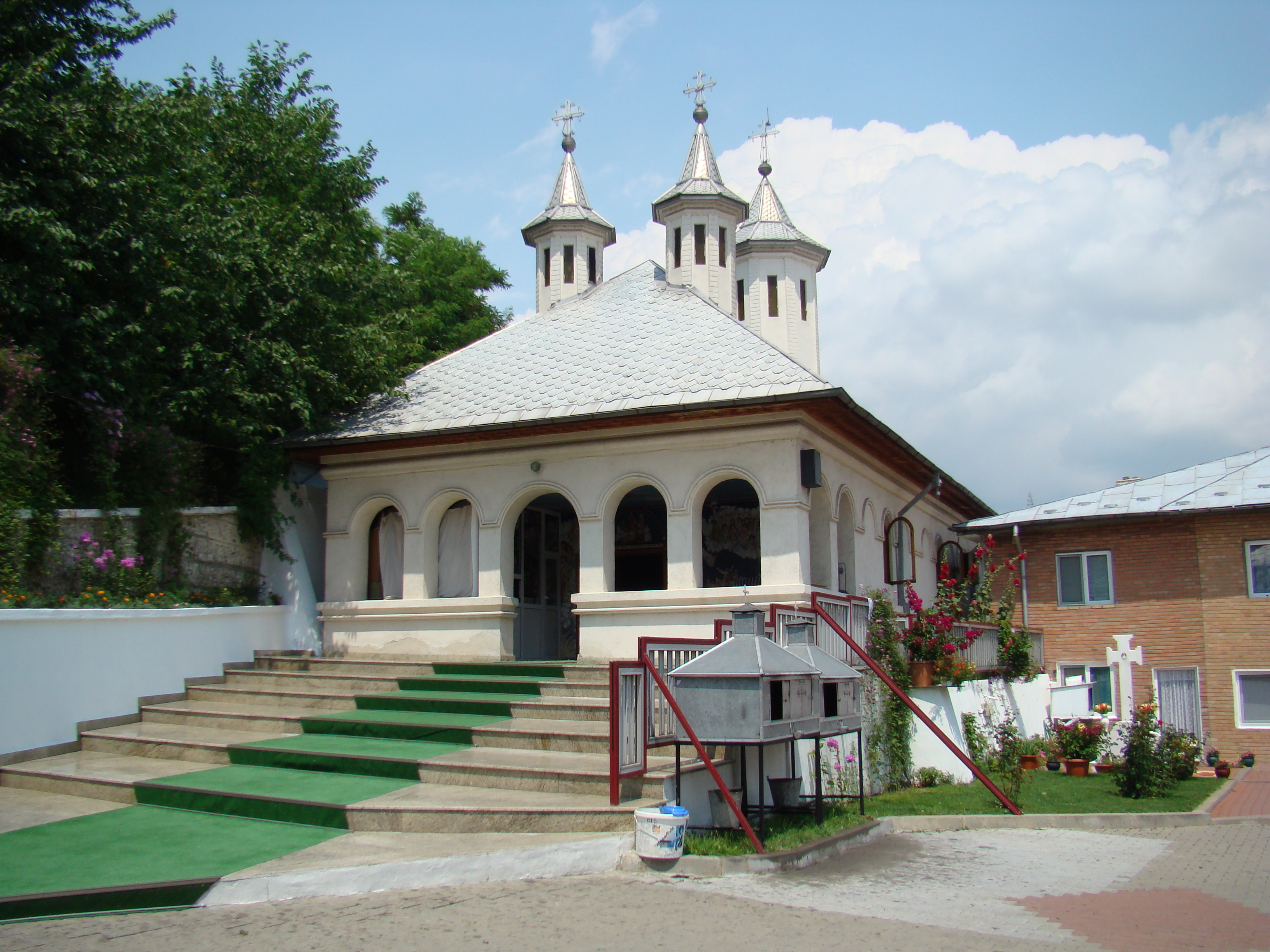
Mănăstirea Clocociov

Cele mai vechi monumente istorice din Slatina sunt locașuri de cult, dar există și structuri urbane cu valoare istorică și culturală. Mănăstirile din Slatina sunt:
- Mănăstirea Clocociov (care datează din vremea lui Neagoe Basarab, reconstruită de Mihai Viteazul în 1594 și din nou în 1645 de către boierul Dinicu Buicescu)
- Mănăstirea Strehareți, a cărei construcție a început în 1665 și care a fost terminată în 1672

Bisericile care fac parte din moștenirea culturală a orașului Slatina sunt:
- “Sfânta Treime” (1645, cu fresce pictate în anul 1851);
- “Sfântul Nicolae” din deal (1700);
- “Adormirea Maicii Domnului” (1736);
- “Sfinții Împărați” (începută în secolul XVIII, reconsolidată în 1793, cu fresce pictate în anul 1899);
- “Sfântul Ioan Botezătorul” (1796);
- “Nașterea Fecioarei Maria” (1802);
- “Fecioara Maria” (1802-1806; cu fresce pictate în anul 1831).

Clădirile care alcătuiesc patrimoniul istoric joacă rolul principal în peisajul urban din centrul vechi al orașului. Ele sunt situate pe strada Lipscani și strada Mihai Eminescu pe ambele părți. În total sunt 81 de structuri, construite între anii 1860-1938 în unul din următoarele stiluri: neo-gotic, neo-românesc, modern, art nouveau, art deco și renovări din diferite perioade. Majoritatea clădirilor au la parter un spațiu comercial, iar la etaj un spațiu rezidențial.
Clădiri istorice se pot găsi și pe următoarele străzi: Poboran (3), Dinu Lipatti (18), Grădiniței (6) și Frații Buzești (15), toate construite între anii 1780 și 1902.
Din acest grup arhitectural se remarcă următoarele clădiri: Liceul Radu Greceanu (1891),
Primăria Slatina (1905), Secția de Etnografie a muzeului județului Olt,
Casa Caracostea (1902), Casa Profesorilor (1899), și vechiul sediu al Băncii Naționale a României din Slatina (1908).
În ciuda faptului că Slatina este unul dintre puținele orașe din România al căror centru istoric a fost conservat, condiția în care se află aceste construcții nu este una prea bună. În general aceste case sunt deținute de proprietari cu venituri mici (pensionari), care nu își permit restaurarea acestor construcții.
Podul de la Slatina, care traversează râul Olt, a fost construit între anii 1888-1891 de inginerul Davidescu. Acesta este primul pod de metal peste un râu din România. În plus față de valoarea sa practică și estetică, podul este una dintre primele încercări de a folosi fierul în arhitectură, idee lansată la Expoziția Mondială de la Paris, din anul 1889.
Monumentul “Ecaterina Teodoroiu” a fost construit în anul 1925 de către Dumitru Mățăoanu.
Ion Irimescu a creat în anul 1968 obeliscul “Slatina 600”, cu ocazia celebrării a 600 de ani de la atestarea documentară a orașului Slatina.

## Personalități
- Barbu Paris Mumuleanu (1794-1836), poet român
- Dumitru Protopopescu (Tache) (1850-1911), înalt funcționar, primar al Slatinei, deputat și senator de Olt. A avut un rol semnificativ în organizarea Creditului Funciar Rural
- Petre S. Aurelian (1833-1909), academician, economist, agronom, om politic
- Constantin G. Dissescu (1854-1932), jurist, profesor de drept administrativ, ministru al justiției
- Nicolae Buică (1855-1932), violonist, compozitor, dirijor, șef de orchestră
- Dumitru Caracostea (1879-1964), academician, filolog, folclorist, deținut politic
- Ion Minulescu (1881-1944), poet, scriitor și jurnalist; a copilărit la Slatina.
- Nicolae Truță (1949-2010), artist plastic,  Directorul Centrului de Cultura Olt si al Palatului Copiilor Slatina.
- Pan M. Vizirescu (1903-2000), poet și prozator
- Eugen Ionescu (1909-1994), scriitor, membru al Academiei Franceze
- Alice Botez (1914-1985), scriitoare
- Ioana Bantaș (1937 - 1987), poetă
- Caius Traian Dragomir (n. 1939), politician, senator din partea FSN
- Antonius Nicolescu (n. 1946), artist, tenor
- Felicia Filip (n. 1959), soprană
- Radu Dobre Basarab (1941 - 2009), actor
- Amna (n. 1984), interpretă de muzică pop
- Ștefania Lazăr (n. 1989), handbalistă;
- Claudiu Niculescu - fotbalist
- Ionel Dănciulescu - fotbalist
- Ionuț Luțu - fotbalist
- Mihai Răduț - fotbalist
- Andrei Prepeliță - fotbalist
- Iulian Filipescu - fotbalist
- Ovidiu Burcă - fotbalist
- Andreas Calcan - fotbalist
- Romeo Stancu - fotbalist
- Adrian Ionescu (n. 1985), fotbalist;
- Monica Niculescu (n. 1987), tenismena
- Mădălina Diana Ghenea (n. 1987), actriță, manechin, fotomodel;
- Diana Lixăndroiu (n. 2005), handbalistă.
- Nicoleta Dincă ,handalistă

## Cinematografe
Primăria Slatina a anunțat pe postul local OltTv cǎ vechiul cinematograf Alutus de pe bulevardul Alexandru Ioan Cuza va fi renovat și repus în funcțiune până la data de 20 octombrie 2010, acesta fiind echipat cu tehnologia 3D. Lucrările au început încă din 2009, primăria investind sute de mii de euro pentru complexul cultural Eugen Ionescu.
Complexul Cultural care poartă numele marelui dramaturg va fi operațional până la data de 23 noiembrie 2010. Va cuprinde două săli de cinematograf cu tehnologie 3D și o sală de teatru. Inaugurarea complexului va avea loc la data când se sărbătoresc 101 ani de la nașterea părintelui absurdului, Eugen Ionescu.

## Evenimente deosebite
La 24 ianuarie 2006, 13 828 de oameni, purtând ecusoane speciale, au format pentru 5 minute și 40 de secunde pe bulevardul A.I. Cuza din Slatina o horă, încercând să doboare un record Guinness World Records, pentru cei mai mulți oameni care dansează în cerc. Melodia interpretată a fost "Hora Unirii", iar evenimentul s-a numit "EuRo Hora Unirii".